# Satiniertes Glas
Satiniertes Glas, Satinglas oder Mattglas ist ein lichtdurchlässiges Klarglas, das durch Oberflächenbehandlung undurchsichtig gemacht wird. Umgangssprachlich wird es auch als Milchglas bezeichnet, womit aber eigentlich weißes Trübglas gemeint ist, also ein Glas, bei dem die Lichtbrechung nicht nur an der Oberfläche stattfindet.
Die Mattierung wird meist durch Strahlen, Schleifen, Ätzen mit Flusssäure oder dem Bedrucken des Glases im Siebdruck-Verfahren hervorgerufen.
Glas, das als satiniertes oder Satinglas angeboten wird, besitzt meist eine glatte Oberfläche, die weit weniger anfällig gegenüber Verschmutzung und Fingerabdrücken ist, als durch Schleifen oder Strahlen mattierte Glasoberflächen.
Das Strahlen von Glas mit Sand wird wegen des Risikos einer Lungenerkrankung (Silikose) vermieden. Stattdessen verwendet man Strahlkorund, ein künstliches, mineralisches Strahlmittel, das aus Bauxit oder Tonerde im Lichtbogenofen bei über 2000 °C erschmolzen wird. Es wird auch zur Herstellung von Schleifkörpern und Schleifpapieren verwendet. Strahlkorund ist nicht hygroskopisch. Durch Auswahl unterschiedlicher Korngrößen ergeben sich unterschiedliche Rauheitsgrade und damit unterschiedliche Gestaltungsmöglichkeiten.
Eine Sonderform ist das Musselinglas, bei dem die Oberfläche nur teilweise und in geometrischen Formen satiniert wird, so dass ein an Spitze erinnerndes Muster aus durchsichtigen und undurchsichtigen Partien entsteht.